# Auguste Borget
Auguste Borget né à Issoudun le 25 août 1808 et mort à Bourges le 25 octobre 1877 est un peintre, dessinateur, illustrateur et écrivain voyageur français.

## Biographie
Élève de Boichard père et de Théodore Gudin (1802-1880), Auguste Borget débute au Salon de 1836 où il expose jusqu'en 1859 les œuvres réalisées au cours de ses voyages.
Auguste Borget a parcouru la Suisse et l'Italie dès 1833. Le peintre voyageur commence son tour du monde en 1836. Il durera quatre ans. Borget visite ainsi, outre les Amériques, les îles Sandwich puis l’Asie, avec les Philippines, la Chine, Macao — où il réside d'octobre 1836 à mai 1837 — et les Indes, d’où il ramène de nombreux dessins et aquarelles.
Son périple autour du monde le conduit à bord de l’Henry Clay en Amérique du Nord et en Amérique du Sud, puis en Extrême-Orient, les Indes étant la dernière étape de son tour du monde. En 1840, il écrit à son ami Honoré de Balzac : « les médecins m'ont condamné à regagner la France. »
Balzac lui dédie en 1836 le roman La Messe de l'Athée. Il est également l'ami de Zulma Carraud. Ses dessins et ses nombreux manuscrits ont été exposés en 1980 à Paris à la Maison de Balzac, puis aux châteaux de Saché et de Nohant en 1981.
En 1842, dans un volume dédié à Louis-Philippe, Borget publie notamment La Chine et les Chinois avec 26 pages de texte et 32 planches lithographiées à deux teintes, ainsi que deux petits recueils de lithographie dont un de 12 lithographies, Fragments d'un voyage autour du monde, et l'autre sur Vichy. Le ministère de l'Intérieur lui commande un grand paysage de l'Inde et le roi Louis-Philippe lui fit acheter quatre tableaux (Souvenir de voyages) qui ont disparu pendant le sac de Neuilly en 1848.
Charles Baudelaire salue son talent au Salon de 1846 : « […] Monsieur Borget a une couleur brillante et facile ; ses tons sont frais et purs ». Et Balzac écrit dans un article paru en 1842 dans La Législature : « Borget pourrait être le Jacquemont de la Chine. Ce ne serait pas une faute au gouvernement français que de lui confier la mission d'aller y achever son œuvre […] Il a dans le style un peu de cette douce malice qui assaisonne le récit et le fait digérer, »
Il illustre les livres La Chine ouverte de Paul-Émile Daurand-Forgues, Les épreuves de Norbert de Stella Blandy, la revue  L'Illustration et le Chrétien illustré. Borget publie également de nombreux récits de son voyage dans la revue l’Art en Province. Vers 1850, il se retire quelque peu du monde retournant à Bourges et devient disciple de saint Vincent de Paul.
Une partie de ses toiles de grand format a été détruite dans un incendie, ses tableaux sont rares. Ils sont conservés dans les musées de Hong Kong, Macao, Honolulu, Miami, au Peabody Essex Museum de Salem (Massachusetts), et en France à Bourges, Châteauroux, Sèvres, Montargis, Issoudun.

## Salons
- 1836 : Bords du Tibre, campagne romaine.
- 1841 :
  - Vue d'un grand temple chinois à Macao, d'après nature ;
  - Gerbes de bambous aux environs de Calcutta, peintures ;
  - Habitation de pêcheurs chinois près de Cowloong.
- 1842 :
  - Forêts à Jala-Jala, île de Luçon ;
  - Scène entre un indien et un buffle, dessin d'après nature ;
  - Vigie pour l'incendie, à Calcutta, dessin d'après nature ;
  - Farniente chinois intérieur d'une villa.
- 1843 : Rue de Clives à Calcutta. (médaille d'or de troisième classe).
- 1844 :
  - Mosquée dans le territoire d'Assam-Vallée de l'Acacongua (Chili) ;
  - Halte de Gahutchos dans un pataguol, au pied de la cordillère, près de San Felipe de Los Andes.
- 1845 :
  - Pont chinois près d'Amoy, le jour de la fête des lanternes ;
  - Vue de Rio de Janeiro, prise de San Domingo, d'après nature ;
  - Le matin à Bénarès (Bengale), d'après nature.

- 1846 :

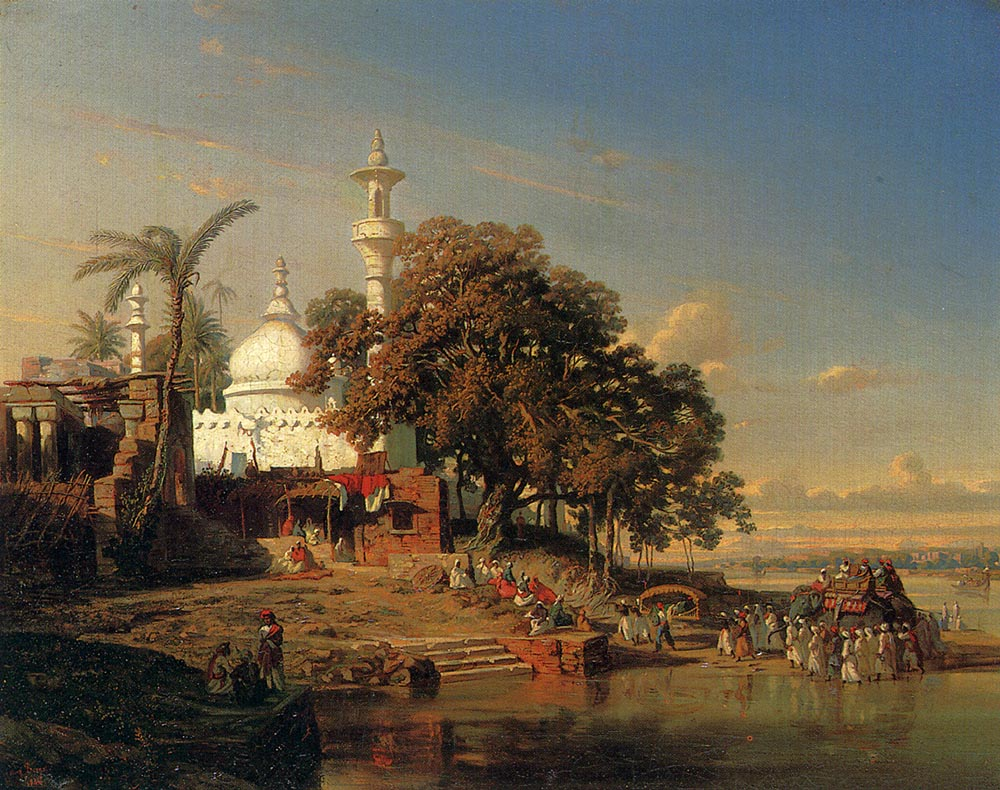
Mosquée dans les faubourgs de Calcutta (Salon de 1846), localisation inconnue.

  - Promenade d'une grande dame chinoise ;
  - Bords de l'Hoogly (Bengale) ;
  - Habitation d'un fakir sur les bords du Gange ;
  - Mosquée dans les faubourgs de Calcutta ;
  - Temple birman dans l'île de Poulo Penang (détroit de Malacca), peintures ;
  - Désert entre Cordova et Mendoza (Argentine) ;
  - Rue de Valladolid, à Lima (Pérou) ;
  - Vue de Notre-Dame de la Gloire, à Rio de Janeiro ;
  - Fougère, arbre sur les versants du Corvado (Brésil), dessin à la mine de plomb.
- 1847 :
  - Vue générale de Rio de Janeiro ;
  - Village sur les bords de la Jummah (Bengale) ;
  - Bords du Passig, à Manille, peintures d'après nature.
- 1848 :
  - Environs de Dacca (Bengale) ;
  - Vieille mosquée près d'Allahabad (Bengale) ;
  - Chinois disant la bonne aventure dans le grand temple de Macao ;
  - Restaurant ambulant chinois ;
  - Enfants chinois en récréation ;
  - Déménagement dans la province du Fokien.
- 1849 :
  - Mandarin disgracié mendiant avec sa famille sous les murs de son ancienne résidence ;
  - Caravansérail dans le Delhy (Inde anglaise).
- 1850 :
  - Village indien près de Mirzapoor (Bengale) ;
  - Habitations près de Sasseram ;
- 1857 : Au Bengale, peinture.
- 1859 :
  - Boutique de barbier dans la ville de bateaux, à Canton ;
  - Environs de Dordrecht (Hollande).

## Itinéraire d'Auguste Borget établi d'après ses dessins et des écrits
et des relevés fait dans tous les dessins identifiés par Monsieur GIORDANA jc
1830
- 14 juin : Côte de Normandie
- 20 juin : Près d'Avranches

1833
- 1er avril : Pic de Druc
- 3 avril : Orsières, route de Saint-Bernard
- 20 avril : Vallée de Grundevald, Suisse
- 12 août : Cathédrale de Côme, Italie
- 14 août : Vue de Moudon en Suisse

1834
- 2 août : chemin des Cantons, Canton des Saintes Galles

1836
- 7 juin : À l'Aigle
- 14 juin : Port-en-Bessin
- 20 juin : Mont Saint-Michel
- 8 décembre : New York
- 11 décembre : Près de New-York moulin à Hoboken
- 25 mars : La Sierra de Córdoba en Argentine
- 29 mars : Sierra de Córdoba
- 31 mars : couvent de la montagne des signaux à Rio de Janeiro
- 2 avril : Vue de Rio de Janeiro
- 8 avril : Lima[10].
- 4 mai : Buenos Aires
- 5 mai : Buenos Aires
- 6 mai : Buenos Aires
- 10 mai : Luján pampas
- 11 mai : Orilla del arrecifes pampa
- 21 mai : Córdoba
- 23 mai : Arroyo en las sierras de Córdoba
- 23 mai : Sierra de Córdoba
- 24 mai : Sierra de Córdoba
- 24 mai : Sierra de Córdoba en regardant vers la pampa
- 25 mai : Sierra de Córdoba où nous avons passé notre 3e nuit
- 26 mai : En el rincón durante la estadía en Nono
- 26 mai : El Nono
- 27 mai : Alrededores de Córdoba, Argentine
- 27 mai : En las montañas de Córdoba
- 29 mai : La Lomilima entre Córdoba y Mendoza
- 31 mai : Manantiales
- 16 juin : Sin título
- 20 juin : Mendoza portrait
- 28 juin : Près de Mendoza Argentine
- 3 juillet : À la villa Vincatin Caducha où nous avons passé la nuit
- 9 juillet : En la cordillera
- 10 juillet : En la cordillera
- 16 juillet : Bajando la cordillera en el paso de Uspallata
- 18 juillet : Chili entrada de una chacra cerca de Colina
- 28 juillet : Cerca de Mendoza
- 29 juillet : Baños minerales cerca de Mendoza. Alrededores de Mendoza
- 1er octobre : Quebrara de Huashun, Chile
- 13 décembre : Hacienda de Chile
- 23 décembre : Vaquero de Couquenes
- 23 décembre : Vilonco

1837
- 2 février : Isla de Guano Chile
- 2 février : Puerto de Coquimbo Chile
- 3 février : Coquimbo
- 3 février : Planta de extraccion de plata
- 3 février : Ranchos cerca de Coquimbo
- 3 février : Ranchos a Coquimbo Chile
- 4 février : Coquimbo
- 5 février : Coquimbo
- 6 février : Au bord de la mer… près de Coquimbo
- 6 février : Puerto de Coquimbo
- 6 février : Rocas cerca del puerto de Coquimbo
- 6 février : La Serena, puerto de Coquimbo
- 6 février : A la salida del puerto de Coquimbo
- 7 février : Puerto de Coquimbo
- 9 février : Puerto de Coquimbo
- 11 février : Vallée de huasco, Chili
- 11 février : Ruines d'église, Pérou
- 11 février : Intérieur d'un rancho dans la vallée de Huasco
- 11 février : Huasco - Paysage chilien
- 12 février : Rocas cerca de Huasco
- 13 février : Huasco à bord de l'Henry Clay
- 13 février : En Huasco, Chili
- 13 février : Huasco caballos y jinetes
- 21 février : Ruines de l'église de Tacna, Pérou
- 21 février : Tacna
- 23 février : Alrededores de Valparaiso, Molino de la Gran Zorra
- 23 février : Tacna
- 25 février : Tacna
- 27 février : Tacna
- 29 février[11] : Tacna
- 11 mars : Casa del pueble Sancupurta, Pérou
- 12 mars : Arequipa puente sobre el rio
- 12 mars : Arequipa
- 12 mars : Habitations à Aréquipa, Pérou
- 12 mars : Vue de la ville d'Arequipa
- 13 mars : Arequipa Peru
- 13 mars : Arequipa Vista de la ciudad desde el otro lado del rio
- 17 mars : Arequipa Hilandera
- 19 mars : Arequipa
- 24 mars : Desembarcadero de Islay
- 3 avril : Iglesia de la Buena Muerte, Lima
- 5 avril : Desamparado, Lima
- 6 avril : Lima
- 8 avril : Près de Baluarte de Monserrat, Peru
- 8 avril : Iglesia de Belen, Lima
- 8 avril : Lima Tres estudios de iglesias plaza de armas y fuente
- 9 avril : Cour intérieur de Santo Domingo, Lima, Pérou
- 12 mai : Arequipa
- 26 mai : Îles Sandwich, près de Honolulu
- 27 mai : Îles Sandwich, Dans la vallée du Lary
- 27 mai : Vallée du Pary (Oahu), Îles Sandwich, Musée de Hawaii
- 3 juillet : Maison européenne Macao
- 11 juillet : Macao
- 12 juillet : Hong Shang Bay
- 13 juillet : Vue panoramique d'un fleuve animé de jonques
- 13 juillet : Douane de Chinoy
- 1er août : Baie de Tchymo
- 2 août : Chin Joss house près de Hong Kong
- 3 août : Canal de Honan à Canton
- 5 août : Côte de Chine à bord du Psyche
- 8 août : Une pagode au bord de la mer dans l'Île de Namo
- 9 août : A bord du Psyche
- 9 août : Namo (article mémoire du Cher)
- 10 août : Jonques de commerce
- 16 août : Sur la place des factories, Canton
- 20 août : Côte de Chine près de Mery Bay
- 22 août : Baie des Pirates dessinée de Won Chon Chow, baie de Hong Kong
- 22 août : Dessin de Won Chon Chow dans la baie de Hong Kong
- 22 août : Des jonques et barques sur le fleuve près de Hong Kong
- 23 août : Baie de Hong Kong
- 24 août : Village près de la baie de Hong Kong
- 25 août : Village entre la baie de Hong Kong et de Kowloon
- 26 août : Baie de Hong Kong
- 27 août : Île de Hong Kong
- 28 août : Groupe de figures discutant sous un arbre aux abords d'un village en Chine
- 29 août : Les environs de Kowloon
- 29 août : W…B…. Passage
- 1er septembre : Bateaux de pêcheurs (Côte sud de Hong Kong)
- 3 septembre : Macao, la ville
- Macao, Mère portant son enfant
- 6 septembre : Porte du grand temple à Macao
- 9 septembre : Canton
- 10 septembre : Diseur de bonnes aventures, Canton
- 12 septembre : Hong Shang
- 13 septembre : De Macao à Canton
- 15 septembre : Sur le canal du Honan A Canton
- 16 septembre : Rue des factories à Canton
- 20 septembre : Canton
- 20 septembre : Canal dans l'île de Honan près de Canton
- 20 septembre : Douane chinoise et factorerie, Canton
- 22 septembre : Fabrique de laque à Canton
- 1er octobre : Canton
- 3 octobre : Canton
- 5 octobre : Canton
- 5 octobre : Canal de Honan à Canton. Identique Pl. 28 : Chine et les chinois - Habitation d’un marchand de sel sur le canal de Honan à Canton
- 12 octobre : Canton
- 13 octobre : Petite douane à l’est des factories de Canton
- 16 octobre : La place des factories, Canton
- 21 octobre : En route vers Macao
- 24 octobre : Macao
- 6 novembre : Porte du grand temple à Macao
- 21 novembre : Entrée d’une rue par la place… Macao
- 22 novembre : Macao. Habitations de pécheurs
- 7 décembre : Embarcadère. Bateaux de Tanka

1838
- 1er janvier : Macao
- 4 janvier : Macao
- 10 janvier : Macao

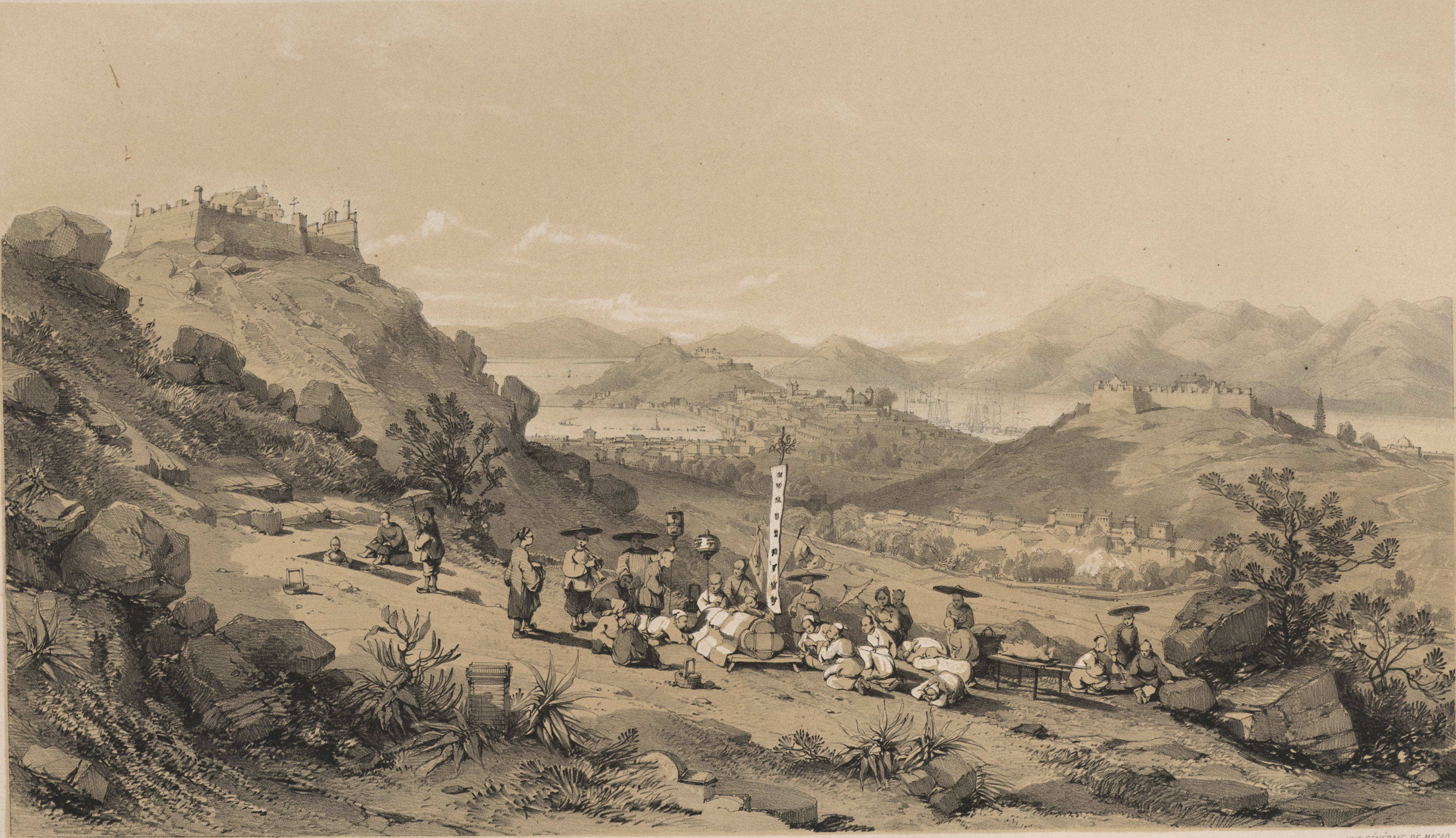
Macao vu des forts de Huangshan (1842), lithographie d'Eugène Cicéri d'après un dessin d'Auguste Borget.

- 14 janvier : Macao - Au Lapa en face du grand temple
- 24 janvier : Au Lapa en face du grand temple près de Macao
- 20 février : Chiffonnier chinois
- 22 février : Macao
- 29 février[12] : Marchand de fruits et restaurant à Macao, port Intérieur
- 22 avril : Baie de Kowloon
- 2 mai : Macao
- 9 mai : Macao
- 12 mai : Macao
- 21 mai : Macao

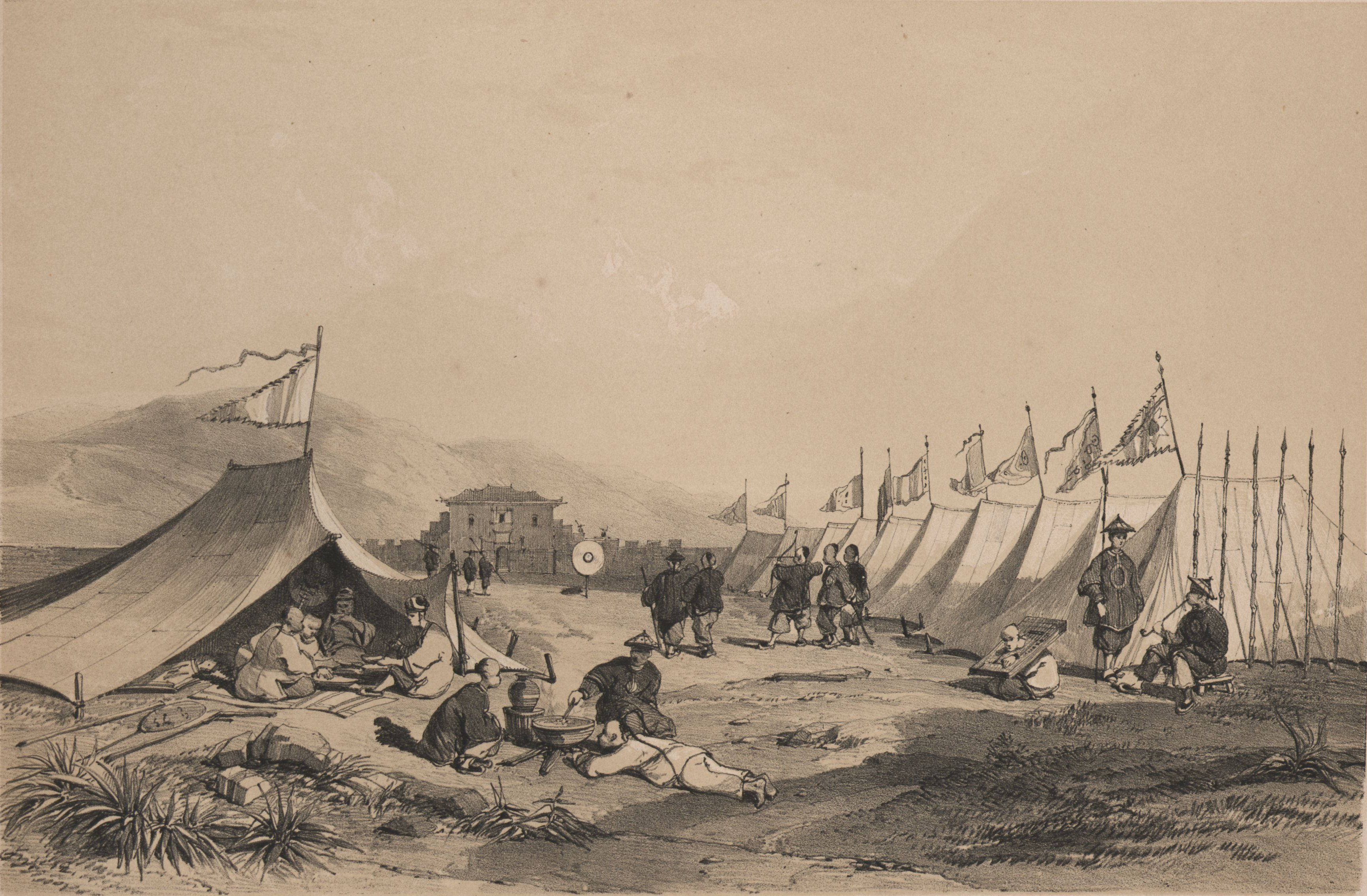
Camp chinois près de la porte barrière de Macao (1842), lithographie d'Eugène Cicéri d'après un dessin d'Auguste Borget.

- 22 mai : Camp chinois près de la porte barrière de Macao
- 20 juin : Macao
- 27 juillet : Cour de la maison Sturgis à Manille
- 28 juillet : À Manille
- 4 août : Manille
- 5 août : Ruines de Saint-Nicolas sur le passig, Philippines
- 17 août : Lucon
- 29 août : Lucon, Philippines
- 23 octobre : Colombier à Manille
- 7 décembre : Singapour S…

1840
- 5 janvier : Calcutta
- 7 janvier : Mosquée en ruine, Calcutta
- 7 janvier : Calcutta

1842
- 27 juin : Southampton

1844
- 28 août : Église de Biarritz
- 28 août : Vue du phare de Biarritz et de la campagne environnante

1846
- Mosquée sur les rives du Gange, Indes

1854
- Utrecht : huile

1856
- 29 août : Paysage au château

Œuvres d'Auguste Borget
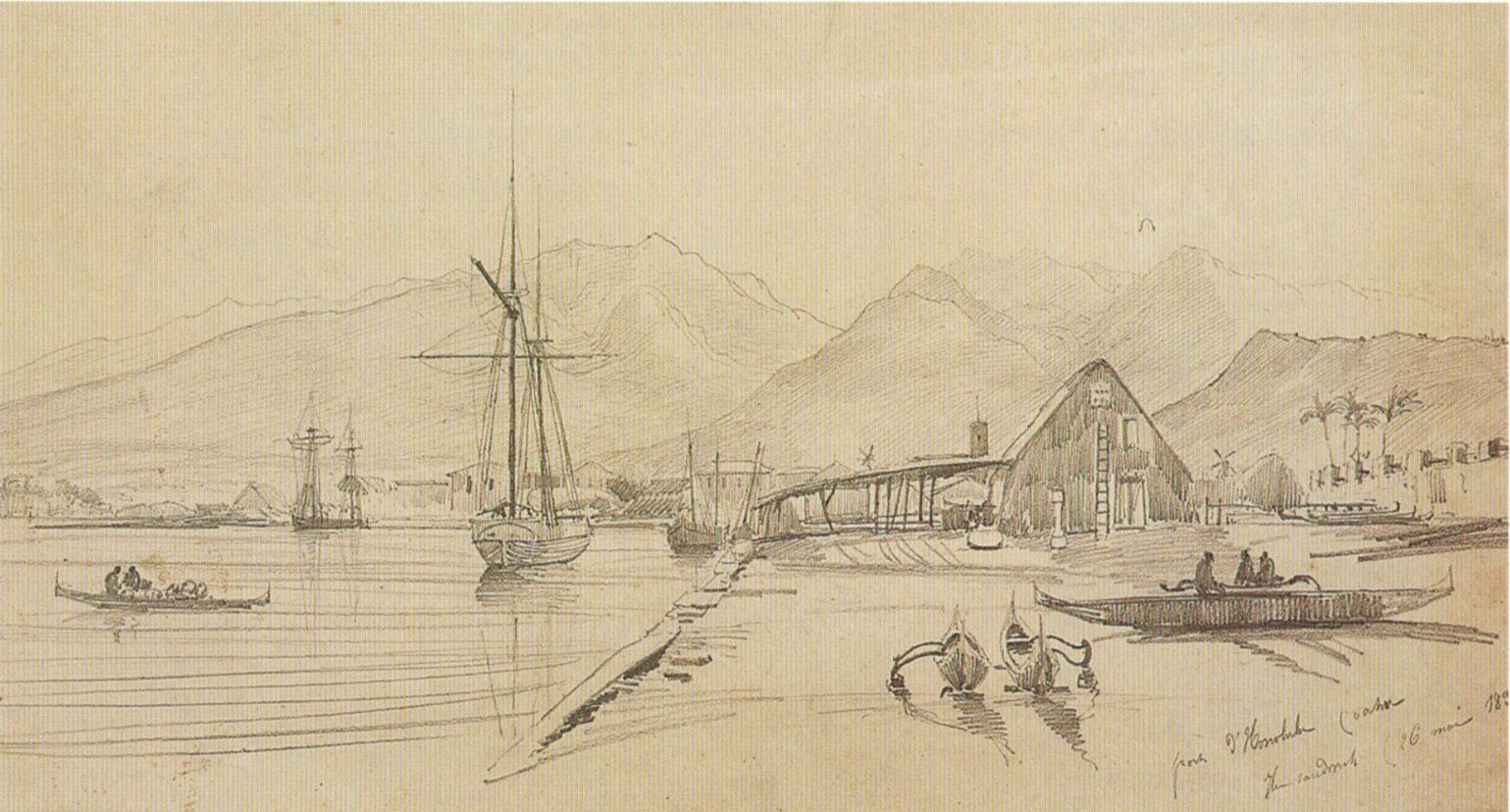
Rivage à Honolulu (1838), crayon, localisation inconnue.
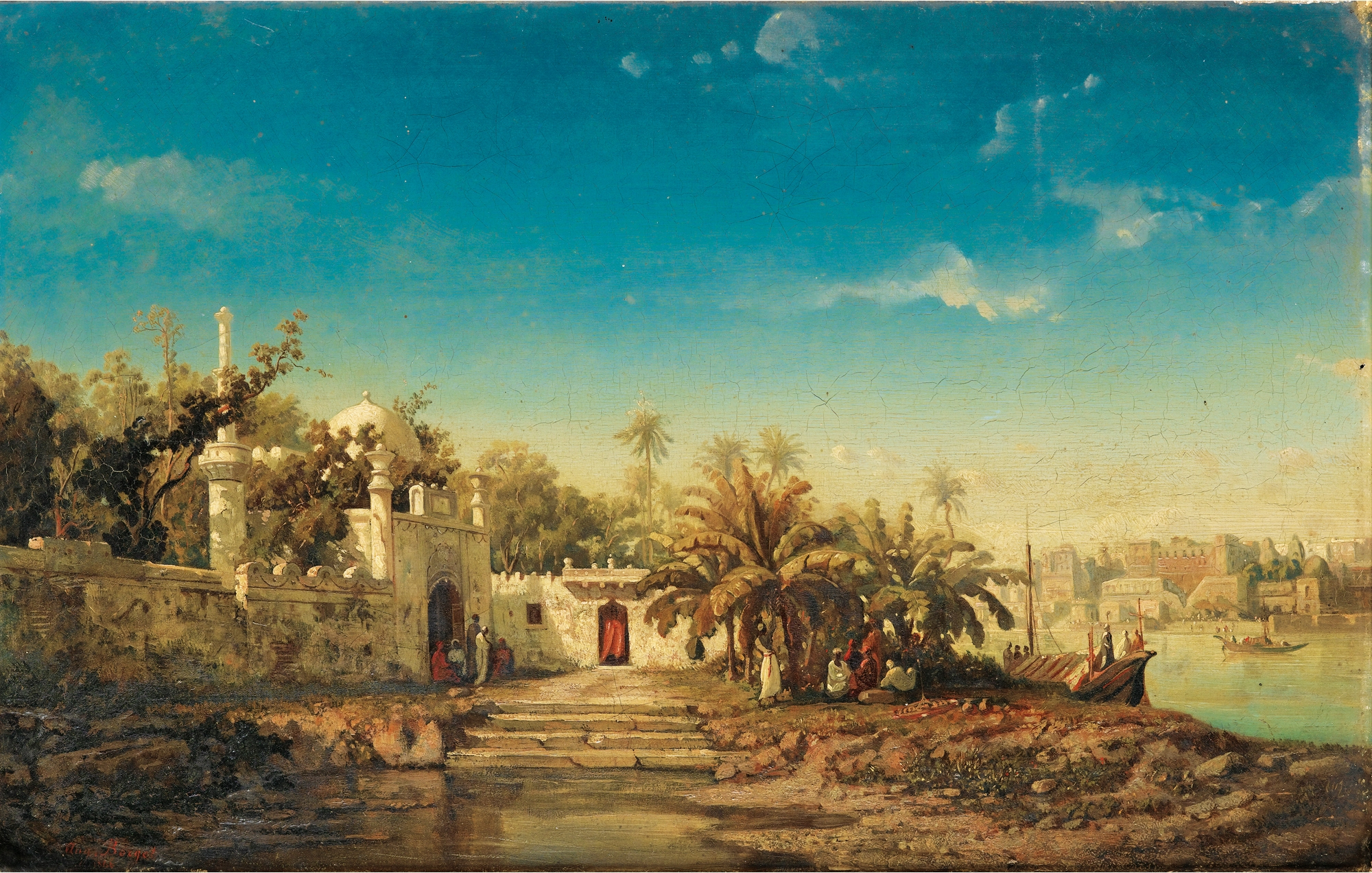
Mosquée sur les bords du Gange (1846), localisation inconnue.
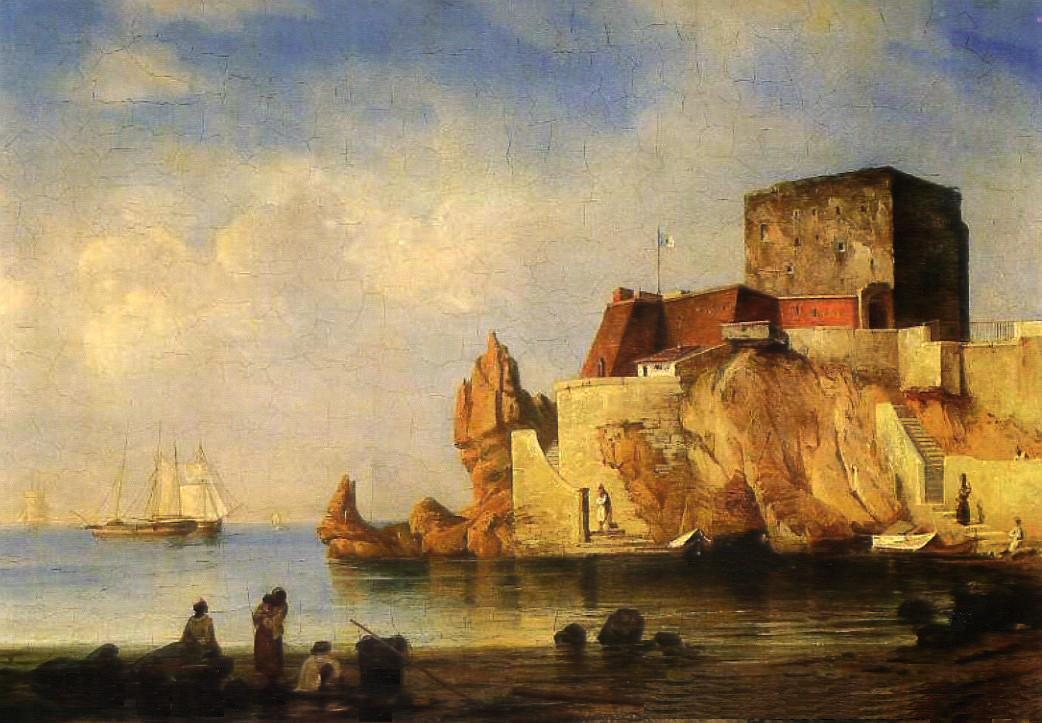
Le Fort de São José da Pontinha, Funchal, musée de la Quinta das Cruzes.